# Peter Kersten (judoka)
Peter Kersten (20 de octubre de 1964) es un deportista neozelandés que compitió en judo. Ganó una medalla de bronce en el Campeonato de Oceanía de Judo de 1994, en la categoría de –71 kg.

## Palmarés internacional
| Campeonato de Oceanía | Campeonato de Oceanía | Campeonato de Oceanía | Campeonato de Oceanía |
| Año                   | Lugar                 | Medalla               | Categoría             |
| --------------------- | --------------------- | --------------------- | --------------------- |
| 1994                  | Sídney (Australia)    | Medalla de bronce     | –71 kg                |